# Pomocnia (Nowy Dwór Mazowiecki)
Pour les articles homonymes, voir Pomocnia.
Pomocnia (prononciation : [pɔˈmɔt͡sɲa]) est un village polonais de la gmina de Pomiechówek dans le powiat de Nowy Dwór Mazowiecki de la voïvodie de Mazovie dans le centre-est de la Pologne.
Le village compte approximativement une population de 35 habitants.

## Histoire
De 1975 à 1998, le village appartenait administrativement à la voïvodie de Varsovie.